# Moréac
Moréac (bret. Mourieg) – miejscowość i gmina we Francji, w regionie Bretania, w departamencie Morbihan.
Według danych na rok 1990 gminę zamieszkiwało 2920 osób, a gęstość zaludnienia wynosiła 48 osób/km² (wśród 1269 gmin Bretanii Moréac plasuje się na 194. miejscu pod względem liczby ludności, natomiast pod względem powierzchni na miejscu 41.).